# Itzamkanac
Itzamkanac è un sito archeologico maya situato nello Stato messicano del Campeche, vicino al confine con il Guatemala. A volte è chiamato El Tigre, come il vicino insediamento moderno.Si tratta di un centro di insediamento risalente al tardo periodo pre-classico Maya. Le strutture attualmente presenti risalgono tutte al periodo classico iniziale. Al contrario, le costruzioni e le strutture del periodo post-classico, durante il quale l'insediamento prosperò come fiorente centro commerciale conaltri centri maya del Petén e della costa del Golfo del Messico tramite un porto fluviale, sono andate in gran parte perdute nei secoli.

## Posizione
Il sito archeologico di Itzamkanac si trova a sud-est del Golfo del Messico, a circa 23 km a sud-est della cittadina di Candelaria, sulla sponda meridionale del fiume omonimo, ad un'altitudine di circa 55-60 m sul livello del mare. Il complesso si estende su una collina naturale sulla sponda sinistra del Rio Candelaria ed ha una superficie di circa 5 km².

## Storia

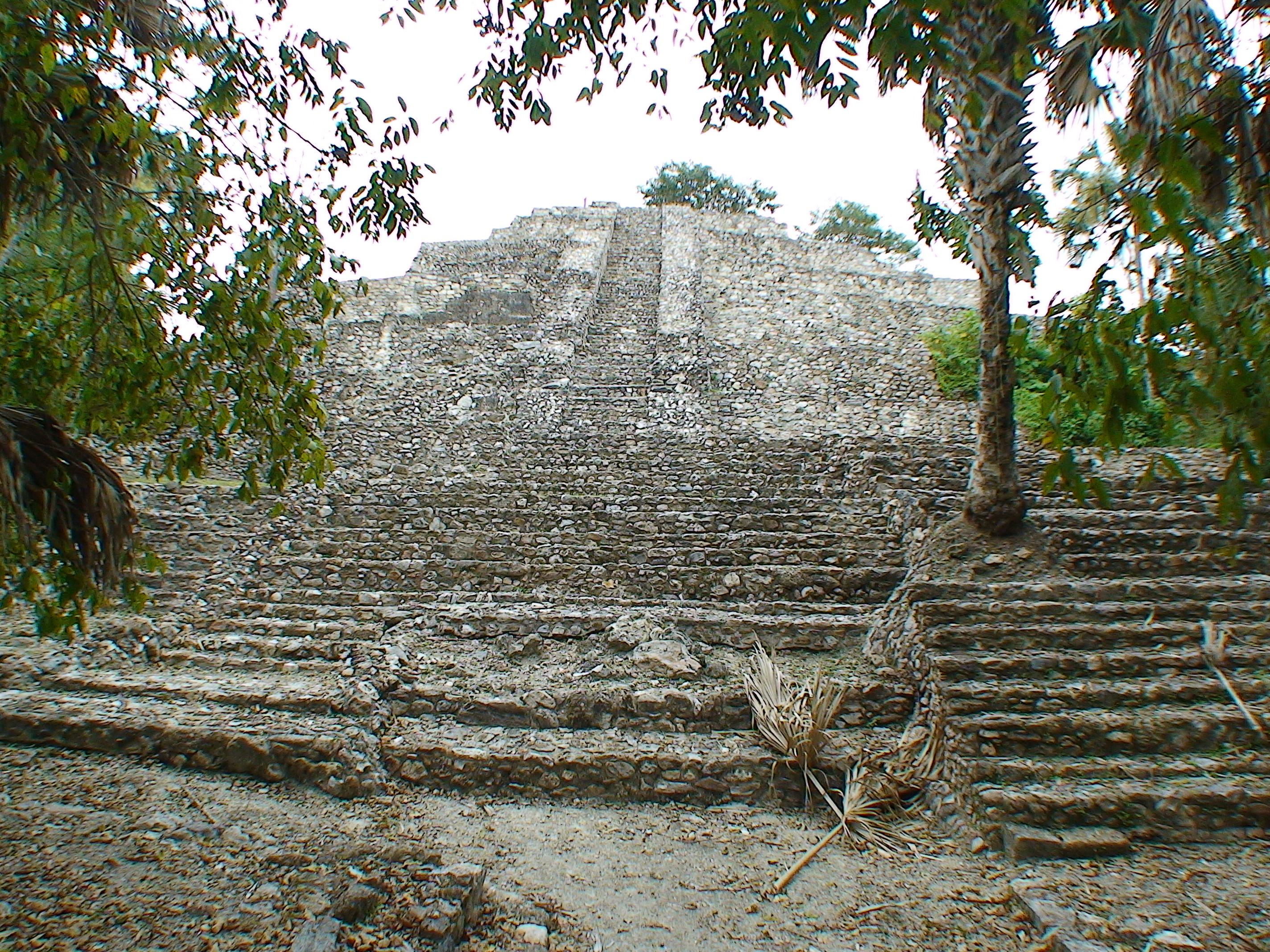
La piramide principale di Itzamkanac

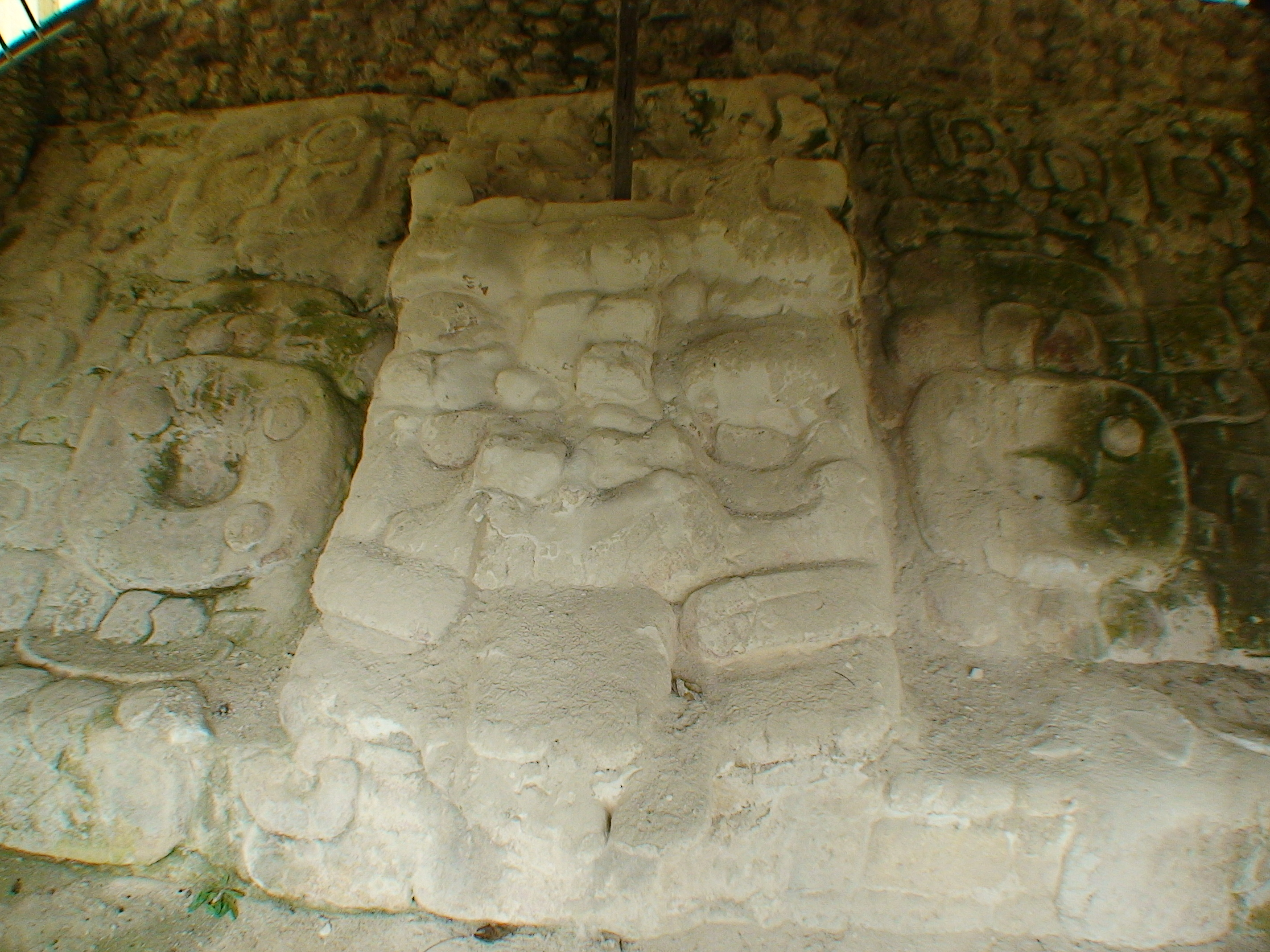
Mascheroni

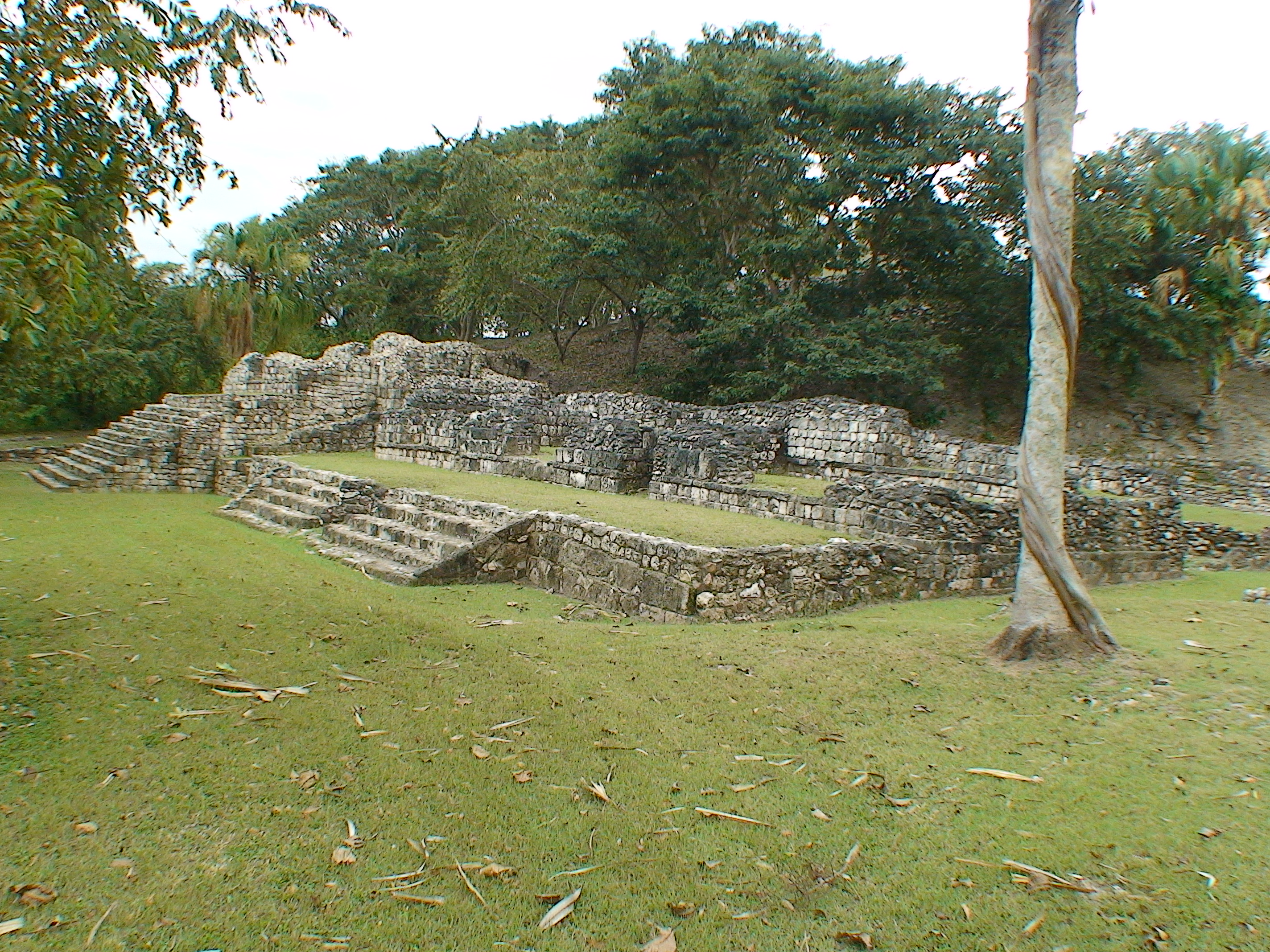
Resti del Palazzo Reale

Itzamkanac può essere considerato archeologicamente come un centro di insediamento del tardo periodo preclassico Maya. Le strutture esistenti oggi risalgono tutte al primo periodo classico. Gli edifici o le strutture del periodo postclassico, durante il quale Itzamkanac fiorì  come fiorente centro commerciale che collegava le regioni maya del Petén e la costa del Golfo del Messico per mezzo di un porto fluviale di grande importanza, non sono in gran parte conservati. Con l'arrivo degli spagnoli iniziò il declino della città.
Nel 1525 Hernán Cortés rimase alcuni giorni in città durante il suo viaggio verso l'Honduras per sedare la rivolta di Cristóbal de Olid. A quel tempo Itzamkanac era divisa in quattro distretti e contava circa 4.000 residenti. Gli spagnoli trovarono nella città circa 2.000 case in pietra, molte delle quali erano circondate da mura. Si dice che Cortés fu impressionato dalla città ancor più di Tayasal, che aveva già visitato nel 1523. L'ultimo sovrano azteco Cuauhtémoc,  così come i principi Coanococh di Texcoco, Teplepanquetzal di Tlacopan e Oquici di Azcapotzalco furono fatti prigionieri da Cortés durante la sua spedizione. Tutti e quattro furono impiccati proprio a Itzamkanac il 28 febbraio 1525 a seguito di una presunta cospirazione.
Nel 1525  il sovrano Paxbolonacha era a capo del governo, i cui figli furono nominati deputati nei quattro distretti. Suo fratello era governatore di Nito, una stazione commerciale dei Maya Acalán sulla costa caraibica del Guatemala. Nei templi della città venivano venerati principalmente Kukulkan, Ek Chuah e Ixchel.

## Edifici
Il centro cerimoniale è dominato da quattro grandi edifici elevati, che possono essere visti come piramidi, ma che potrebbero anche essere stati l'acropoli della città, poiché racchiudono su uno o più lati grandi piattaforme, su cui si potevano trovare palazzi o edifici residenziali. Sono anche sei edifici più piccoli, due campi da gioco, 13 altari e tre stele. Le scale delle piramidi erano accompagnate da grandi mascheroni in stucco, che si sono conservati relativamente bene, perché coperti da fasi costruttive successive. Infine è stata recentemente scoperta una struttura rotonda alta solo circa 1 m., che risale agli anni 1000 - 1200 d.C., cioè  alla tarda occupazione del sito, e che potrebbe essere legato al culto del dio Kukulkan.